# Xianghua (socken i Kina, Heilongjiang)
Xianghua (kinesiska: 向华, 向华乡) är en socken i Kina. Den ligger i provinsen Heilongjiang, i den nordöstra delen av landet, omkring 280 kilometer norr om provinshuvudstaden Harbin. Antalet invånare är 26 079. Befolkningen består av 13 040 kvinnor och 13 039 män. Barn under 15 år utgör 16,0 %, vuxna 15-64 år 75 %, och äldre över 65 år 7,0 %.
Genomsnittlig årsnederbörd är 849 millimeter. Den regnigaste månaden är juli, med i genomsnitt 294 mm nederbörd, och den torraste är januari, med 9 mm nederbörd.